# Política de Malta

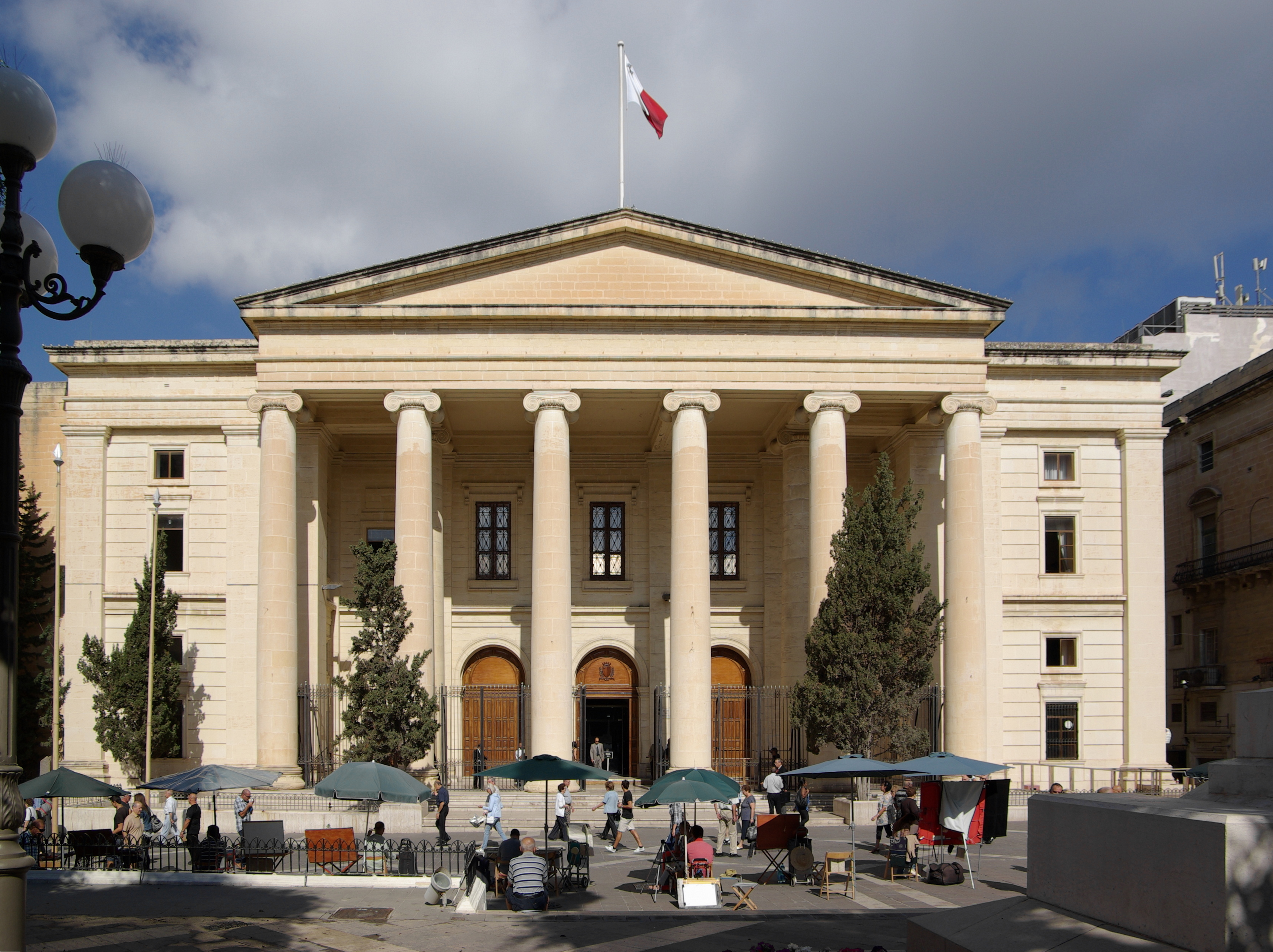
Corte de Malta.

El micro-Estado de Malta es una república con un presidente honorífico, recayendo el gobierno en el gabinete ministerial encabezado por el primer ministro. El presidente de la República nombra primer ministro al cabeza del partido que gane las elecciones para un periodo de cinco años. Los miembros del gobierno son nombrados nominalmente por el presidente de la República a propuesta del primer ministro de entre los miembros del órgano legislativo..
La República de Malta tiene un órgano legislativo unicameral (Kamra tar-Rappreżentanti/House of Reprensentatives) según la Constitución de 1964. La Cámara de Representantes tiene entre 65 y 69 miembros elegidos cada 5 años bajo un sistema de representación proporcional. Esta cámara escoge al Presidente de la República para un periodo de 5 años.
El brazo judicial es independiente. Consiste en una Corte de Apelación cuyos 16 miembros son elegidos por parte del Presidente de la República bajo el consejo del primer ministro. Su edad de jubilación es los 65 años. Tienen una sala Penal, otra Comercial y otra Civil. Después el juez presidente se reúne con otros 9 jueces jurados para sentenciar los casos. Existe una Corte Constitucional que juzga casos de leyes inconstitucionales, problemas con las elecciones, Derechos Humanos. Sus miembros son elegidos también por el presidente de la República y con el consejo del primer ministro.
El gobierno de los 68 municipios del archipiélago se elige cada tres años.
En la vida política maltesa existen dos partidos principales: Partido Nacionalista de Malta (PN) y el Partido Laborista de Malta (PLM). El margen de votos entre los dos partidos suele ser muy corto, por lo que se creyó conveniente reformar la Constitución de 1964 para que el partido que tuviera más del 50% de los votos tuviera más sitios en la Cámara de Representantes y así asegurar la formación de gobierno. 
En su carrera por adquirir un puesto en la política internacional, Malta pertenece a las Naciones Unidas desde el año 1964 y a la Unión Europea desde el año 2004.